# Sōsei no Taiga
Sōsei no Taiga (創世のタイガ?, Sōsei no Taiga, lett. "Taiga della creazione", titolo ufficiale in inglese Taiga of Genesis) è un manga scritto e disegnato da Kōji Mori. La serializzazione dell'opera è iniziata in data 28 marzo 2017 sulla rivista giapponese Evening, pubblicata da Kōdansha. Il primo volume tankōbon è uscito in data 23 agosto 2017. Nell'aprile 2025, Magic Press annuncia la pubblicazione in lingua italiana con il titolo Taiga della genesi